# (34642) 2000 WN2
2000 WN2 (asteroide 34642) é um asteroide troiano de Júpiter. Possui uma excentricidade de 0.09837060 e uma inclinação de 19.61568º.
Este asteroide foi descoberto no dia 18 de novembro de 2000 por LINEAR em Socorro.